# .pm
.pm — национальный домен верхнего уровня для Сен-Пьер и Микелон. Этот домен верхнего уровня управляется AFNIC, а служба регистрации открылась 6 декабря 2011 года.
Канцелярия премьер-министра Австралии зарегистрировала сокращенный URL-адрес с именем aus.pm для страницы профиля нынешнего премьер-министра.

## Британские владельцы доменов после Брексита
После 1 января 2021 года жители Великобритании не смогут регистрировать новые домены .pm. Однако AFNIC заявила, что все домены, зарегистрированные до 31 декабря 2020 года британцами, не будут затронуты. Многие британцы, регистрирующие новые домены, обошли новые ограничения регистрации, используя прокси-сервер домена, предлагаемый европейским регистратором доменов, как правило, за плату.